# Katrineholm (Gemeinde)
Koordinaten: 59° 0′ N, 16° 12′ O

Katrineholm ist eine Gemeinde (schwedisch kommun) in der schwedischen Provinz Södermanlands län und der historischen Provinz Södermanland. Der Hauptort der Gemeinde ist Katrineholm. Weitere Ortschaften der Gemeinde sind Bie, Björkvik, Forssjö, Julita/Äsköping, Sköldinge, Strångsjö und Valla.

## Geschichte
Die Gegend um Katrineholm ist seit mehr als 6000 Jahren besiedelt. Einige Überreste wie Glysas Grab können bei Katrineholm besichtigt werden.
Die Gemeinde Katrineholm entstand 1971 durch die Zusammenlegung der ehemaligen Gemeinden Katrineholm, Björkvik, Floda, Julita, Sköldinge und Stora Malm.

## Sehenswürdigkeiten
Katrineholm ist von vielen Seen umgeben. Die bekanntesten sind der Kolsnaren und der Viren. Die interessantesten Ausflugsziele sind der Freizeitpark Djulö, das Freiluftmuseum Julita sowie das Schloss Ericsberg.

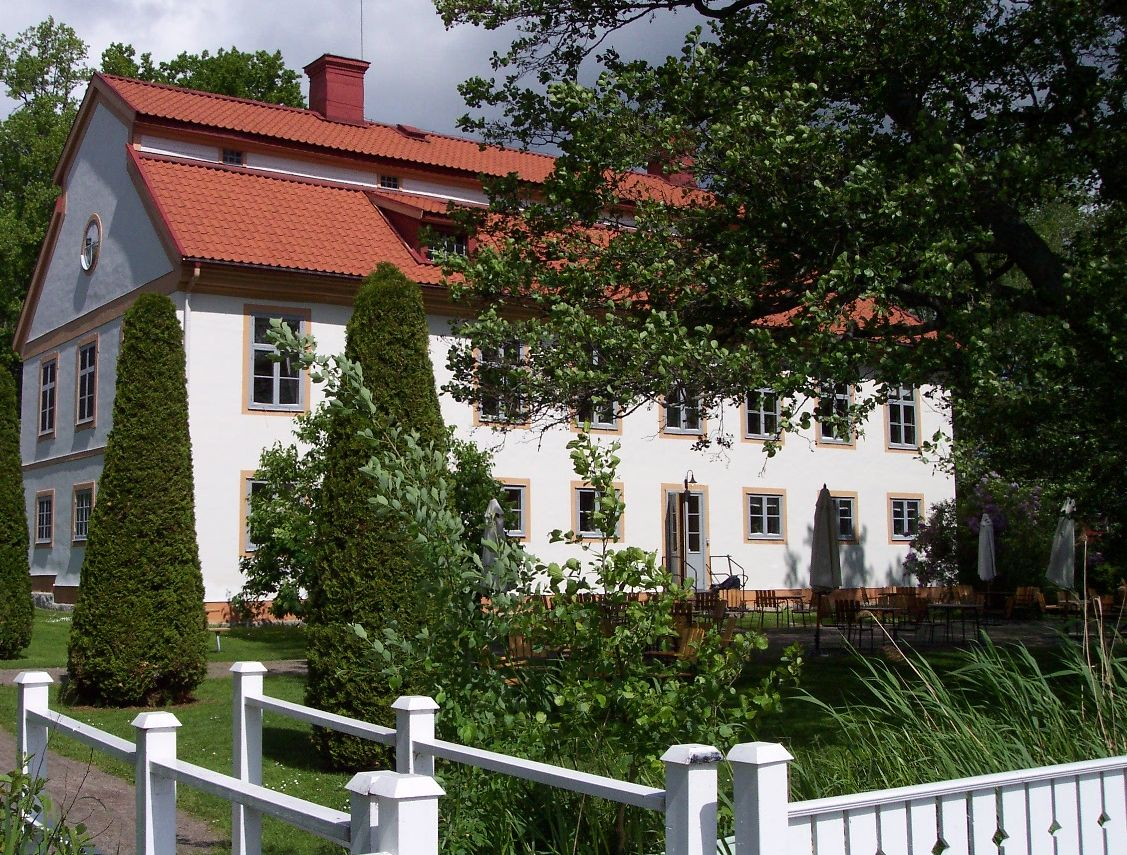
Herrenhaus in Djulö
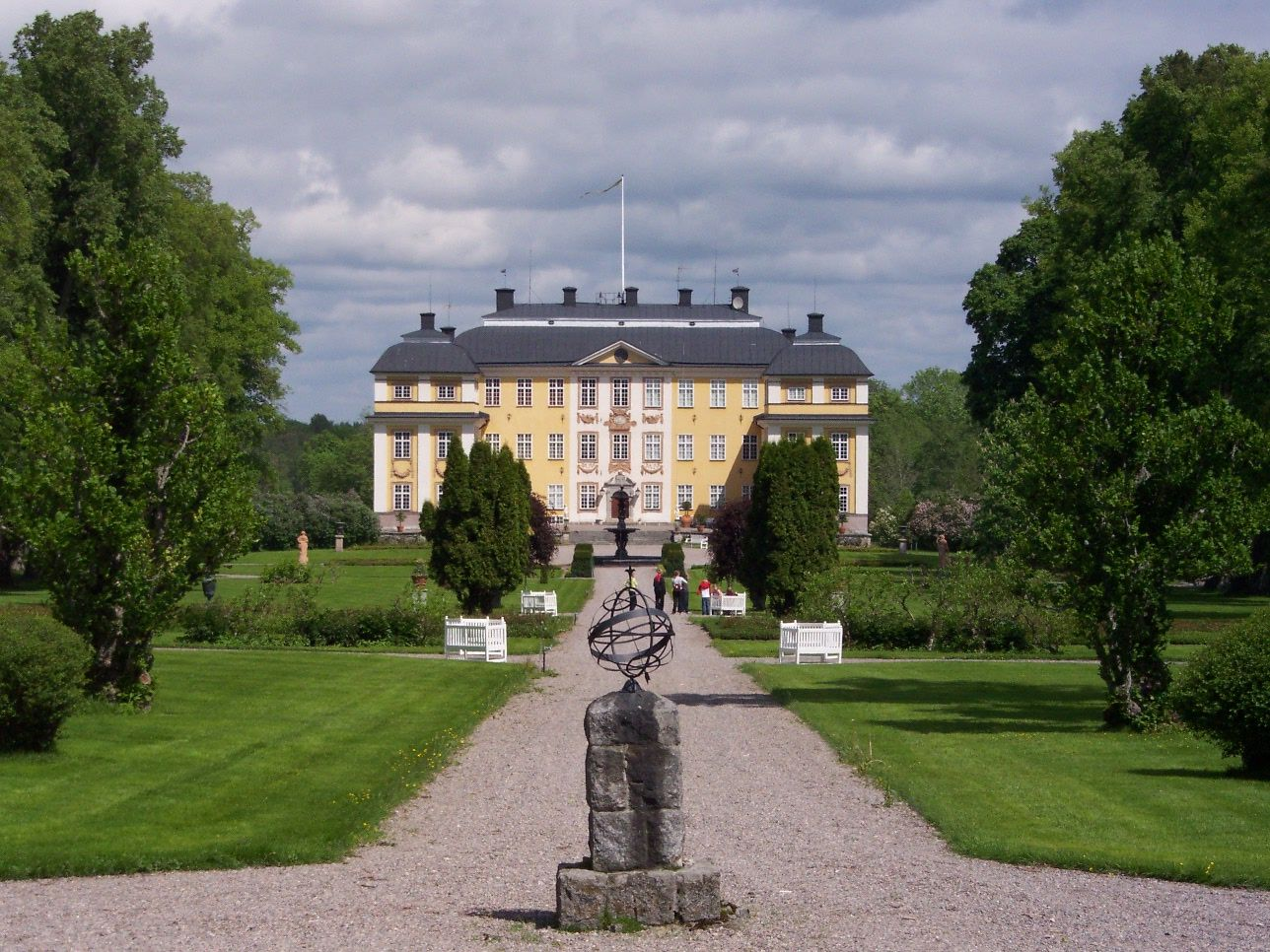
Schloss Ericsberg

## Persönlichkeiten
- Der ehemalige schwedische Premierminister Göran Persson (* 1949) war von 1984 bis 1989 Kommunalrat in Katrineholm.
- Die ehemalige Sängerin der finnischen Metalband Nightwish, Anette Olzon, wurde 1971 in Katrineholm geboren.